# Plummer Additional
Plummer Additional es un municipio canadiense situado en la provincia de Ontario.

## Superficie
Plummer Additional tiene una superficie de 219,24 km².

## Demografía
En 2021, tenía 757 habitantes, una densidad poblacional de 3,5 hab./km², y 519 viviendas.